# Agaronia acuminata
Agaronia acuminata is een slakkensoort uit de familie van de Olividae. De wetenschappelijke naam van de soort werd in 1811 voor het eerst geldig gepubliceerd door Jean-Baptiste de Lamarck.